# Eparhia de Nijni Novgorod și Arzamas
Episcopia de Nijni Novgorod și Arzamas (în rusă Нижегородская епархия, transliterat: Nijegorodksaia eparhiia) este o eparhie a Bisericii Ortodoxe Ruse, care își exercită autoritatea asupra parohiilor și mănăstirilor din partea de mijloc a regiunii Nijni Novgorod (în orașele de importanță regională Nijni Novgorod, Arzamas, Dzerjinsk, Sarov, Bor, precum și Balakhnzamaski), raioanele Bogorodski, Dalnekonstantinovski, Diveevski și Kstovski). Din 2012, face parte din Mitropolia Nijni Novgorod.

## Episcopi
Pe parcursul a 330 de ani, Eparhia de Nijni Novgorod și Arzamas a fost condusă de 48 de de arhiepiscopi.
- Filaret (2 iunie 1672 - 7 martie 1686)
- Paul (7 martie 1686 - 26 septembrie 1696)
- Triphyllius Inichov (17 mai 1697 - 20 iulie 1699)
- Isaia (23 iulie 1699 - iunie 1708)
- Silvestr Volânski(14 septembrie 1708 - 5 martie 1719)
- Pitirim Potiomkin (23 martie 1719 - 8 mai 1738)
- Ioann Dubinski (25 februarie 1739 - 1 septembrie 1742)
- Dimitri Secenov (12 septembrie 1742 - 9 august 1748)
- Veniamin Puțek-Grigorovici (14 august 1748 - 28 februarie 1753)
- Feofan  Cearnutski (14 martie 1753 - 1 iunie 1773)
- Anthoni Gherasimov-Zâbelin (9 iulie 1773 - 25 aprilie 1782)
- Ioasaf Zabolotski (16 mai 1782 - 22 septembrie 1783)
- Damaschin Rudnev (22 septembrie 1783 - 12 ianuarie 1794)
- Pavel Ponomariov (12 februarie 1794 - 26 octombrie 1798)
- Veniamin Krasnopevkov (26 octombrie 1798 - 16 martie 1811)
- Moisei Bliznețov-Platonov (28 mai 1811 - 10 ianuarie 1825)
- Samuil Zapolski-Platonov (1825-1826)
- Metodi Sokolov (28 februarie - 19 octombrie 1826)
- Afanasi Protopopov (13 octombrie 1826 - 24 ianuarie 1832)
- Ambrozi Morev (1 februarie 1832 - 19 ianuarie 1835)
- Ioan Dobrozrakov (19 ianuarie 1835 - 13 ianuarie 1847)
- Iakov Vecerkov (15 ianuarie 1847 - 20 mai 1850)
- Iustin Mihailov (21 mai 1850 - 1 martie 1851)
- Ieremia Soloviiov (19 decembrie 1850 - 11 iunie 1857)
- Anthoni Pavlinski (20 iulie 1857 - 29 septembrie 1860)
- Nektari Nadejdin (22 septembrie 1860 - 21 ianuarie 1869)
- Filaret Malâșevski (28 februarie 1869 - 7 februarie 1873)
- Ioannikii Rudnev (13 iunie 1873 - 8 decembrie 1877)
- Hrisan Retivțev (8 decembrie 1877 - 23 mai 1879)
- Makari Miroliubov (23 mai 1879 - 7 iunie 1885)
- Modest Strelbițky (7 iunie 1885 - 25 noiembrie 1889)
- Vladimir Petrov (25 noiembrie 1889 - 7 mai 1892)
- Vladimir Nikolski (7 mai 1892 - 29 decembrie 1900)
- Nazari Kirillov (20 ianuarie 1901 - 13 august 1910)
- Ioachim Levițlki (13 august 1910 - 22 martie 1918)
- Lavrenti Kniazev (1917 - 21 octombrie 1918)
- Evdokim Meșcerski (18 noiembrie 1918 - 16 iulie 1922)
- Filipp Gumilevski (1922-1923)
- Serghie Stragorodski (31 martie 1924 - 27 aprilie 1934)
- Aleksandr Pokhvalinski (1929 - 11 februarie 1934) episcop de  Bogorod; a guvernat eparhia în lipsa arhiepiscopului Serghie
- Evgheni Zernov mai 1934 - mai 1935
- Feofan Tuliakov) (12 noiembrie 1935 - 4 octombrie 1937)
  - 1937-1941 - eparhia a rămas fără conducător
- Serghi Grișin (noiembrie/decembrie 1941 - 20 mai 1942)
- Andrei Komarov (28 mai - 13 iulie 1942)
- Serghi Grișin (13 iulie 1942 - 14 octombrie 1943)
- Zinovi Krasovski (22 decembrie 1943 - 18 noiembrie 1948)
- Kornili Popov (18 noiembrie 1948 - 14 august 1961)
- Ioann Alekseev (14 august 1961 - mai 1965)
- Mstislav Volonsevici (25 mai 1965 - 14 ianuarie 1966)
- Flavian Dmitriiuk (7 iulie 1966 - 3 martie 1977)
- Nikolai Kutepov (11 iunie 1977 - 21 iunie 2001)
- Evgheni Jdan (21 iunie 2001 - 11 octombrie 2002)
- Feodosi Vasnev (11 octombrie 2002 - 2 februarie 2003)
- Georgi Danilov (din 2 februarie 2003)